# Tatsuya Fukuzawa
Tatsuya Fukuzawa (jap. 福澤 達哉 Fukuzawa Tatsuya; ur. 1 lipca 1986 w Tokio) – japoński siatkarz, reprezentant kraju, grający na pozycji przyjmującego.

## Sukcesy klubowe
Turniej Kurowashiki:
- 2009, 2010, 2012, 2014, 2018

Mistrzostwo Japonii:
- 2010, 2012, 2014, 2018, 2019
- 2013
- 2009

Puchar Cesarza:
- 2009, 2011, 2012, 2017

Klubowe Mistrzostwa Azji:
- 2019
- 2010

## Sukcesy reprezentacyjne
Mistrzostwa Azji:
- 2009
- 2019

Puchar Wielkich Mistrzów:
- 2009

Igrzyska Azjatyckie:
- 2010

## Nagrody indywidualne
- 2004: MVP Mistrzostw Azji Juniorów
- 2009: MVP Mistrzostw Azji
- 2009: Najlepszy atakujący Pucharu Wielkich Mistrzów
- 2010: Najlepszy atakujący Klubowych Mistrzostw Azji
- 2012: MVP japońskiej V.League w sezonie 2011/2012
- 2012: Najlepszy punktujący Światowego Turnieju Kwalifikacyjnego do Letnich Igrzysk Olimpijskich 2012 w Tokio